# Ryszard Taedling
Ryszard Taedling (ur. 2 stycznia 1938 w Koninie, zm. 2021
) – polski dziennikarz, dramaturg i tłumacz żydowskiego pochodzenia, ocalony z Holocaustu, po marcu 1968 na emigracji w Danii.

## Życiorys
Syn Bolesława Taedlinga.
W czasie okupacji niemieckiej przebywał w getcie w Ostrowcu Świętokrzyskim. Jako pięciolatek został przemycony z getta w koszu ziemniaków. Jego rodzice musieli wybrać, którego z dwóch synów uratować. Po ucieczce z getta ukrywał się po aryjskiej stronie, zatajając żydowską tożsamość. Tak udało mu się doczekać wyzwolenia.
W 1957 zdał maturę w V Liceum Ogólnokształcącym im. Augusta Witkowskiego w Krakowie. W latach 1959–1968 pracował jako dziennikarz i recenzent kulturalny w redakcji Dziennika Polskiego w Krakowie. Publikował m.in. recenzje teatralne, podpisywane często skrótem „taed” lub „(taed)”. Pisywał także do Przekroju. Współtworzył teksty dla kabaretu Piwnica pod Baranami. Wraz z Jerzym Vetulanim i Jerzym Mikułowskim Pomorskim założył w Piwnicy „Sekcję Geniuszy”. Był inwigilowany przez funkcjonariuszy Milicji Obywatelskiej w związku z „utrzymywaniem kontaktów z cudzoziemcami z państw zachodnich oraz częstymi wyjazdami za granicę”.
W następstwie antysemickiej nagonki marca 1968 w Polsce wyjechał do Danii, gdzie uzyskał status uchodźcy politycznego. Pracował jako dramaturg w Kopenhadze i w Aarhus: w Radioteatret (1971–1986) i Teatrze Królewskim (1983–1989), jako dramaturg niezależny (1989–1997), w kopenhaskim Husets Teater (od 1997), oraz w Aarhus Teater (od 1998). Przełożył na język duński słuchowisko Andrzeja Mularczyka Z głębokości wód (1990).